# Barbat na Rabu
Barbat na Rabu – wieś w Chorwacji, w żupanii primorsko-gorskiej, w mieście Rab. W 2011 roku liczyła 1242 mieszkańców.